# Hans Friedrich von Schöning

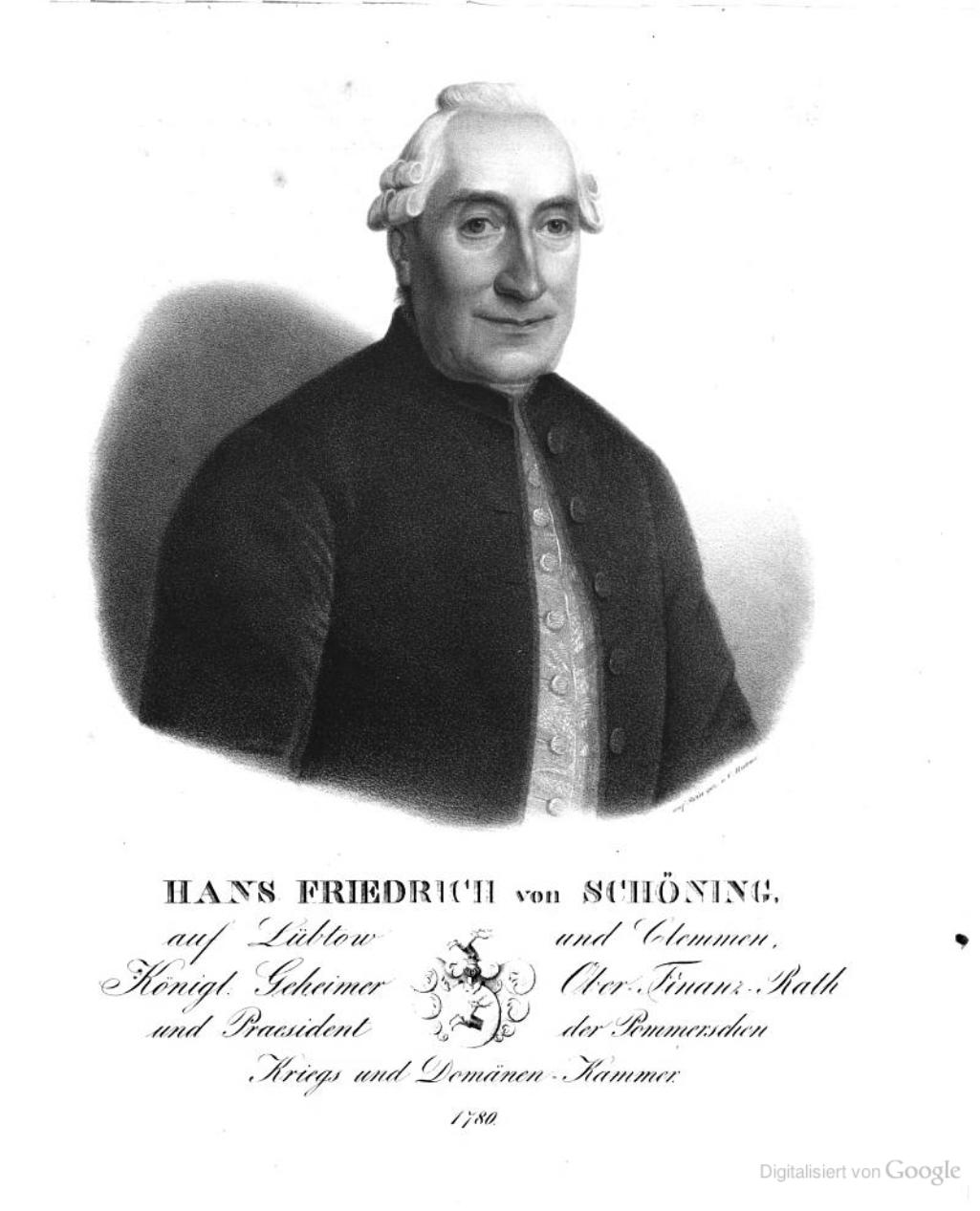
Hans Friedrich von Schöning (1780)

Hans Friedrich von Schöning (* 1717 in Lübtow; † 29. November 1787 in Stettin) war ein preußischer Kammerpräsident. Er stand von 1763 bis zu seinem Tode der Pommerschen Kriegs- und Domänenkammer vor. 

## Leben
Er stammte aus der uradligen pommerschen Familie von Schöning. Sein Vater Hans Ernst von Schöning (1684–1752) war Erbherr auf Lübtow und Clemmen sowie Kriegsrat und Marschkommissar. Seine Mutter Margarethe Tugendreich war eine geborene von Burgsdorff. 
Schöning studierte ab 1738 an der Universität Halle. Er trat in den preußischen Staatsdienst ein, zunächst als Referendar bei der Regierung in Stettin. 1744 wurde er außerordentlicher Kriegs- und Domänenrat bei der Pommerschen Kriegs- und Domänenkammer in Stettin. 1746 wurde er als ordentlicher Kriegs- und Domänenrat zur Neumärkischen Kriegs- und Domänenkammer in Küstrin versetzt. 
Im Dezember 1762 wurde er zurück nach Stettin versetzt, wo er im April 1763 zum Kammerpräsidenten befördert wurde. Der bisherige Kammerpräsident, Georg Wilhelm von Aschersleben, war vom König ungnädig entlassen worden. Als Kammerpräsident arbeitete Schöning auch mit Franz Balthasar Schönberg von Brenkenhoff zusammen, der im Auftrag des Königs mehrere Meliorationsprojekte in Pommern durchführte. Später kam es zu Kompetenzkonflikten zwischen beiden. 1780 war Schöning einer von zwei Beamten, die im Auftrag des Königs die Kassen Brenkenhoffs zu prüfen hatten und dort einen beträchtlichen Fehlbetrag feststellten. Schöning starb im Jahre 1787. Im Amt folgte ihm der bisherige erste Kammerdirektor Carl Wilhelm von Bessel. 
Schöning war seit 1752 mit einer geborenen von Hindenburg verheiratet. Er hinterließ keine Kinder. 
Nach Schöning wurden zwei Dörfer benannt: Ein Dorf, das während seiner Amtszeit als Kammerpräsident nach der 1770 erfolgten Absenkung des Madüsees neu angelegt wurde, erhielt den Ortsnamen Schöningen. Ein ab 1754 neu angelegtes Stadteigentumsdorf der Stadt Rügenwalde erhielt den Ortsnamen Schöningswalde. Die Kammer hatte 1771 zur Untersuchung des Zustands der städtischen Kämmerei zwei Kriegs- und Domänenräte nach Rügenwalde gesandt. Diesen fiel offenbar auf, dass das neue Dorf noch keinen offiziellen Namen hatte. Sie machten den Vorschlag, dem Dorf zu Ehren ihres Chefs den Namen Schöningswalde zu geben, was am 26. August 1771 genehmigt wurde.